# Гримшоу, Николас
Николас Гримшоу (англ. Nicholas Grimshaw; род. 9 октября 1939) — британский архитектор. Президент Королевской Академии художеств (с 2004 г.).
Учился в Эдинбургском колледже искусств, затем в архитектурной академии в Лондоне. На протяжении 14 лет работал вместе с Терри Фарреллом.

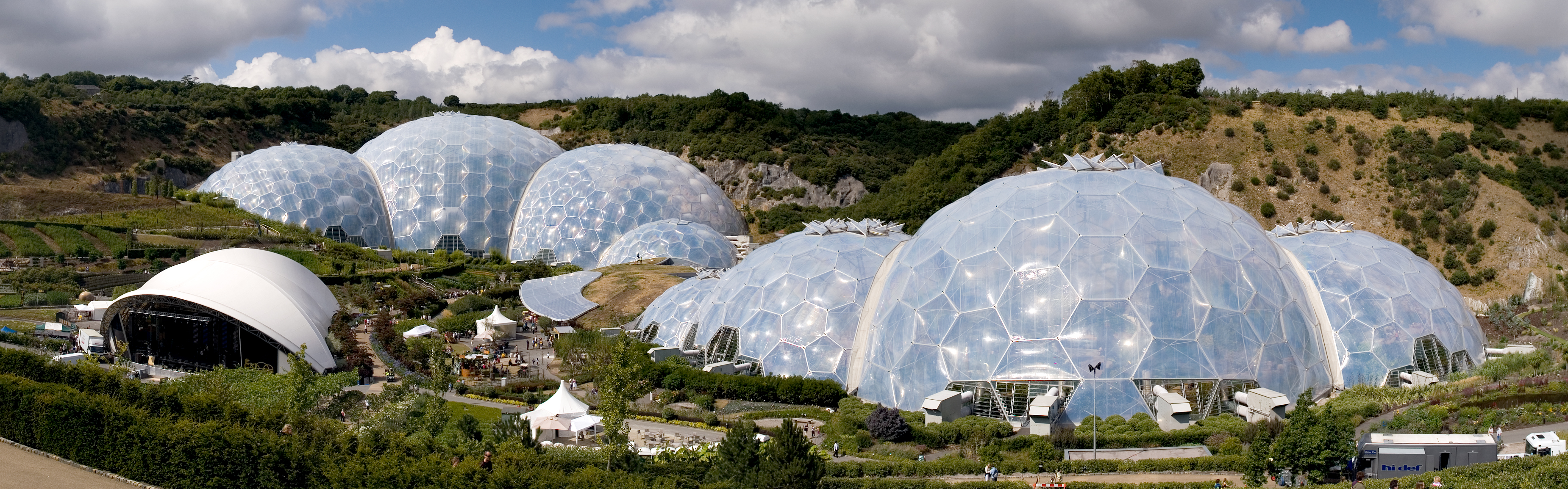
Проект «Эдем» (Eden Project) в Корнуолле (2001)

Среди основных проектов Гримшоу — международный железнодорожный вокзал Ватерлоо в Лондоне (1993), Национальный космический центр Великобритании в Лестере (2001), мост Хеермы в Амстердаме (2001) и в особенности гигантский проект «Эдем» (англ. Eden Project) — комплекс оранжерей, выполненных в виде геодезических сетчатых оболочек в местечке Сент-Остелл в Корнуолле. Гримшоу также проектировал для Ливерпуля, Парижа, Берлина, Бильбао, Франкфурта, Мельбурна, им был сооружён британский павильон на Всемирной выставке 1992 года в Севилье.